# Mariano Ignacio Prado
Mariano Ignacio Prado Ochoa (ur. 18 lipca 1826 w Huánuco, zm. 5 maja 1901 w Paryżu) – wojskowy i polityk peruwiański, prezydent Peru w latach 1865–1868 i 1876–1879.

## Kariera wojskowa
Mariano Ignacio Prado Ochoa wstąpił do służby wojskowej w 1854, lecz wkrótce potem został wygnany z Peru i osiadł w Chile z powodu krytyki rządów Jose Rufino Echenique. Walczył następnie pod rozkazami Ramóna Castilli w jego rewolucji liberalnej przeciw rządom Echenique, zakończonej jego obaleniem. Prado został później wybrany delegatem jego rodzinnego miasta do Zgromadzenia Narodowego i prefektem Arequipa w 1858. 
Na przełomie 1864 i 1865 zawiązał się konflikt Peru z Hiszpanią, która wystąpiła z roszczeniami finansowymi względem Peru i dla wywarcia nacisku zajęła 14 kwietnia 1864 ważne dla ekonomii peruwiańskiej wyspy Chincha. Prezydent Peru Juan Antonio Pezet ugiął się przed groźbami i uznał żądania hiszpańskie, rozpoczynając negocjacje. Wstępny traktat, zawarty za pośrednictwem generała de Vivanco i znany jako traktat Pareja-Vivanco, podpisany 27 stycznia 1865, przewidywał m.in. zapłatę Hiszpanii 3 milionów peso za zwrot wysp. Postępowanie Hiszpanii i ustępstwa rządu wywołały wielkie niezadowolenie w Peru, na skutek czego pułkownik Prado zainicjował i objął dowództwo powstania antyrządowego, które wybuchło 28 lutego 1865 w Arequipa (Revolución Restauradora). Powstanie zostało wsparte m.in. przez Jose Baltę i Pedro Diez Canseco.

## Kariera polityczna
Powstanie zakończyło się sukcesem i 25 kwietnia 1865 Prado obalił rząd prezydenta Pezeta i sam obwołał się prezydentem, lecz 24 czerwca 1865 oddał władzę na rzecz Pezeta, w celu wzięcia udziału w wyborach prezydenckich. 8 listopada 1865 tymczasowym prezydentem został obwołany Pedro Diez Canseco. W przeprowadzonych następnie wyborach zwyciężył Prado, obejmując urząd legalnie 28 listopada 1865. 
Podczas jego rządów, Peru przystąpiło 14 stycznia 1866 do wojny z Hiszpanią, toczonej przez Chile i doszło do skutecznej obrony portu Callao 2 maja 1866. Jego ówczesny rząd nazywany był "rządem talentów". Prado rządy sprawował do 7 stycznia 1868, kiedy to został zmuszony przez Kongres do rezygnacji na rzecz Pedro Diez Censeco. 
2 sierpnia 1876 Prado ponownie został wybrany na prezydenta republiki, z ramienia Partii Obywatelskiej (Partido Civil). Sytuacja w kraju była wówczas skomplikowana przez kryzys ekonomiczny. Co więcej, Peru wystąpiło w marcu 1879 w obronie sprzymierzonej Boliwii przeciw Chile, w efekcie 5 kwietnia 1879 Chile wypowiedziało Peru wojnę, znaną jako wojna o Pacyfik. 
Armia chilijska zdołała zniszczyć główne siły marynarki peruwiańskiej i odnosiła sukcesy na lądzie, zajmując część Boliwii i Peru. W tej sytuacji, prezydent Prado 19 grudnia 1879 zostawił urząd zastępcy Luisowi La Puerta i za zgodą Kongresu zdecydował udać się do Europy w celu zakupów broni, przede wszystkim okrętów. Już 21 grudnia władzę objął w drodze zamachu stanu przeciwnik polityczny Prado, Nicolás de Piérola; pod jego wpływem uznano Prado za zdrajcę, który porzucił kraj i w 1880 odebrano mu obywatelstwo i stopień generała. Do zakupów broni nie doszło. Prado powrócił do Peru dopiero po zakończeniu wojny w 1887 i nie powrócił już do polityki. W 1899 osiadł w Paryżu, gdzie zmarł w 1901.
Postać Prado otacza potoczna negatywna fama jako zdrajcy w wojnie o Pacyfik, który miał zdefraudować powierzone środki, jednakże część historyków uważa, że zarzuty te są bezpodstawne i były wynikiem jedynie walki politycznej przeciwników Prado.

## Życie prywatne
Mariano Prado ożenił się w 1864 z Marią Magdaleną Ugarteche Cossío, powtórnie z Marią Aveliną Gutiérrez. Jego dziećmi byli: Leoncio Prado Gutierrez, który poniósł śmierć podczas wojny z Chile i został uznany za bohatera narodowego, Grocio Prado i Justo Prado, również walczący w wojnie o Pacyfik, Javier Prado Ugarteche - kandydat na prezydenta i Manuel Prado Ugarteche - dwukrotny konstytucyjny prezydent Peru.